# Karel Marek
Karel Marek (* 4. září 1949 Brno) je právník a vysokoškolský učitel, zabývající se zejména občanským a obchodním právem (viz níže Seznam děl v Souborném katalogu ČR).

## Život
Žije v Adamově u Brna spolu s manželkou JUDr. Boženou Markovou.
Nejprve pracoval ve strojírenském závodě v útvaru dodávek investičních celků  Adamovských strojíren, které byly součástí výrobní hospodářské jednotky Závodů všeobecného strojírenství Brno. Posléze se stal učitelem. V roce 1984 získal hodnost kandidát věd, roku 1990 byl jmenován docentem a roku 2011 profesorem. Působí v Univerzitě obrany v Brně.
Je autorem nebo spoluautorem více než 30 knižních publikací a 600 odborných článků a studií doma i v zahraničí (viz níže Seznam děl v Souborném katalogu ČR a viz publikace uvedené v automatizovaných systémech právních informací). 

## Vybrané publikace
- Marek, K.: Smluvní typy druhé hlavy třetí části obchodního zákoníku, 1997, MU Brno, 310 s..
- Marek, K.: Obchodněprávní smlouvy (2000 až 2004, 5 vydání), MU Brno, 320 s..
- Marek, K.: Smluvní obchodní právo, Kontrakty, (2006 až 2008, 4 vydání), MU Brno, 390 s..
- Krč, R., Marek, K., Petr, M.: Zákon o veřejných zakázkách a koncesní zákon (2006 až 2008, 2 vydání), Linde Praha, 700 s..
- Marek, K., Průcha, P.: Stavební právo v teorii i praxi, 2011, Leges Praha, 400 s..
- Marek, K., Průcha, P.: Stavební právo veřejné a soukromé, 2013, Leges Praha, 330 s..
- Liška, P., Elek, Š., Marek, K.: Bankovní obchody, 2014, Wolters Kluwer ČR Praha, 216 s..
- Janků, M., Marek, K.: Soukromé právo po rekodifikaci, 2018, VŠFS Praha,144 s.
- Janků, M., Marek, K.: Vybrané kapitoly soukromého práva, 2018, C.H.Beck Praha, 232 s.
- Janků, M., Marek, K.: Soukromé a veřejné stavební právo s přihlédnutím k novému stavebnímu zákonu, 2023, V. Klemm Brno, 347 s..
- Cvik, E., D., Janků, M., Marek, K.: Vybrané kapitoly soukromého práva II., 2025, C.H.Beck Praha, 216 s.